# بزگ‌آباد
بزگ‌آباد ، روستایی از توابع بخش گاریزات شهرستان تفت در استان یزد ایران است.

## جمعیت
این روستا در دهستان گاریزات قرار دارد و براساس سرشماری مرکز آمار ایران در سال ۱۳۸۵، جمعیت آن ۱۸۱ نفر (۴۶خانوار) بوده‌است.